# 吳美琳
吳美琳（2002年4月9日—），出生於臺灣彰化縣秀水鄉，臺語流行音樂歌手。現常為歌唱節目嘉賓，以及於廟會等活動演出。

## 簡歷
吳美琳，出生於臺灣彰化縣秀水鄉，父母皆在建築工地從事泥作。吳美琳畢業於秀水國中、崇實高工室內設計科、醒吾科技大學表演藝術系。2016年以「2015彰化縣鄉土歌謠比賽」閩南語系等多項歌唱比賽優勝，以及擔任志工服務等事蹟獲得總統教育獎。
吳美琳在三立台灣台歌唱選秀節目《超級紅人榜》，歷經兩度失利後重新出發，最終於2017年8月27日衛冕20關，當時以15歲成為偶像組年紀最小的過關者，後被鄧品硯超越。2025年6月，推出個人首張專輯《圓夢》。

## 音樂作品
| 專輯名稱 | 唱片公司 | 發行日期     | 曲目 |
| 《圓夢》 | 時代創藝 | 2025年6月5日 | 曲目 1. 圓夢 2. 大風 3. 無礙放我煞（ft. 曾瑋中） 4. 趁早 5. 心牽連 6. 日頭雨 7. 翕一下 8. 有愛著免歹勢（ft. 陳孟賢） 9. 多謝有恁 10. 青春當咧飛 |

## 節目來賓
- 綜藝一級棒
- 超級冰冰Show
- 那些年那些歌

## 外部連結
- 吳美琳的Facebook專頁
- 吳美琳的Instagram帳戶